# The Vaccine War
Pour plus de détails, voir Fiche technique et Distribution.
The Vaccine War est un film dramatique indien réalisé par Vivek Agnihotri, sorti en 2023.

## Fiche technique
Sauf indication contraire, les informations mentionnées dans cette section peuvent être confirmées par les bases de données cinématographiques IMDb et Allociné,  présentes dans la section « Liens externes ».
- Titre original : The Vaccine War
- Réalisation : Vivek Agnihotri
- Scénario : Vivek Agnihotri
- Musique : Sougata Ghosh
- Décors :
- Costumes : Mansi Patel
- Photographie : Udaysingh Mohite
- Son :
- Montage :
- Production : Abhishel Agarwal et Pallavi Joshi
  - Production déléguée : Vibhu Neelmani Kant Mishra
- Sociétés de production :
- Société de distribution : Friday Entertainment
- Pays de production :  Inde
- Langue originale : hindi
- Format :
- Genre : Drame
- Durée : 201 minutes
- Dates de sortie : 
  - États-Unis : 27 août 2023
  - France : 27 septembre 2023
  - Inde : 28 septembre 2023

## Distribution
- Anupam Kher
- Girija Oak
- Nana Patekar
- Raima Sen
- Pallavi Joshi
- Mohan Kapur
- Paritosh Sand